# Pstruží potok (přírodní rezervace)
Pstruží potok je přírodní rezervace kolem Janovického potoka na území obce Stará Ves v okrese Bruntál v Moravskoslezském kraji. Důvodem ochrany je prameniště a mokřady s typickou vegetací, tokaniště tetřívka obecného (Lyrurus tetrix).